# Anterus
Anterus, eller Anteros, född okänt, död 3 januari 236 i Rom, Italien, var den 19:e påven i ordningen. Han var påve från 21 november 235 fram till den 3 januari 236 efter dödsfall. Han är helgon i Romersk-katolska kyrkan.
Anterus, eller Anteros, var sannolikt av grekisk börd, och tillträdde posten som påve efter att Pontianus tillfångatagits och abdikerat. Anterus regerade endast omkring 40 dagar, och mycket litet är känt om hans person och hans pontifikat. Liber Pontificalis återger en legend att Anterus led martyrdöden för att han skulle ha anställt notarier till att sammanställa offentliga register av martyrernas gärningar, i syfte att förvara dessa handlingar i kyrkans arkiv. Även om dessa uppgifter verkar gamla och pålitliga, är tidsskillnaden mellan Anterus död och Liber Pontificalis tillkomst tillräckligt stor för att de inte helt skall vara att betrakta som historiskt säkerställda.
Anterus är begravd i den påvliga kryptan i Calixtus katakomber i Rom. Hans grav återfanns 1854 av Giovanni Battista de Rossi med kvarvarande fragment av hans epitaf, som skrivits på grekiska, vilken berättar om hans ursprung och hur många greker som var upptagna i den romerska kyrkan under hans levnad. Pseudoisidoriska dekretalen menade att ett bevarat brev var skrivet av Anterus, Epistola Anteri, men om detta finns tvivelsmål.